# Archibald Douglas (1er comte d'Ormond)
Pour les articles homonymes, voir Archibald Douglas.
Archibald Douglas, comte d'Angus, 1er comte d'Ormond (1609-1655) est le fils aîné de William Douglas, 1er marquis de Douglas, auprès duquel il obtient le titre de courtoisie de comte d'Angus. Douglas est membre du conseil privé d’Écosse, en 1636. Il signe l’alliance, et ne voulait pas prendre les armes pour la défendre, mais est commissaire des covenantaires en Angleterre en 1643. En 1646, il est nommé colonel du régiment de Douglas en France lorsque son frère, Lord James Douglas, est tué au combat. Il est créé comte d'Ormond en 1651 et condamné à une amende de 1 000 £ par l'acte de grâce de Cromwell en 1654,.

## Biographie
Il est le fils aîné de William Douglas, 11e comte d'Angus et 1er marquis de Douglas, de sa première épouse, Margaret Hamilton, fille de Claud Hamilton (1er Lord Paisley), est né en 1609. Dans une charte de la baronnie de Hartside ou de Wandell, accordée à lui et à son père le 15 juin 1613, il est nommé Lord Douglas, maître d’Angus. En 1628, Angus épouse Lady Anne Stuart, deuxième fille d'Esmé Stewart, troisième duc de Lennox , Charles Ier étant partie au contrat de mariage.
En 1630, Angus part à l'étranger et ne revient pas avant la fin de 1633. En mai 1636, il est nommé membre du Conseil privé d’Écosse et assiste à la réunion de décembre de la même année, lors de laquelle l'utilisation du nouveau livret de service est sanctionnée. On croit cependant que ses sympathies allaient aux Covenanters, car lorsque le duc de Lennox est envoyé pour imposer l'utilisation du livret de service, Angus est choisi pour traiter avec lui. Pourtant, lorsque la proclamation royale est publiée, qui commande l'utilisation du livre, l'ordre est donné avec l'approbation d'Angus. Lors de la suppression définitive du livre, il est l'un de ces membres du conseil privé qui a adressé une lettre de remerciement au roi. À en juger par son hésitation, Angus semble avoir eu une part importante de cet esprit d’irrésolution qui caractérise les carrières politiques de son demi-frère et de son neveu et des troisième et quatrième ducs de Hamilton. Angus est nommé Lord extraordinaire de la session du 9 février 1631 et signe l'alliance peu de temps après. Mais lorsque les Covenanters se sont préparés à se rendre sur le terrain, il quitte le pays.
Angus rentre en Écosse en 1641, lorsqu'il comparait devant le Parlement. Son droit de siéger en tant que fils aîné d'un pair ayant été interrogé, il est démis de ses fonctions, avec d'autres personnes du même rang. Lors de l'assemblée générale convoquée en août 1643, il est élu l'un des commissaires nommés pour promouvoir la cause du pacte en Angleterre et, parallèlement, est nommé commissaire spécial chargé de rencontrer les commissaires chargés de traiter avec l'assemblée par le Long Parlement. En 1646, à la mort de son frère cadet, Lord James Douglas, il est nommé colonel du régiment de Douglas en France. Il occupe ce poste jusqu'en 1653, date à laquelle il démissionne au profit de son frère George Douglas (1er comte de Dumbarton), mais il ne semble pas qu'il ait effectué un service actif. Il passe la plus grande partie de ces années chez lui en Écosse, sans toutefois prendre une part importante à la vie publique jusqu'à l'arrivée de Charles II en Écosse.
Avec l'arrivée de Charles II en 1650, il devient membre du comité des domaines et est l'un des commissaires nommés pour préparer le couronnement du roi. Au cours de cette cérémonie, il officia comme haut chambellan et, en avril suivant, il fut créé comte d'Ormond dans la Pairie d'Écosse (le titre subsidiaire de ce comté est Lord Bothwell et Hartside ), avec comme héritiers les enfants de son deuxième mariage avec Lady Jane Wemyss, fille aînée de David Wemyss (2e comte de Wemyss), sa première femme étant décédée le 16 août 1646, à l'âge de trente-deux ans.
Lors de l'assemblée qui se réunit à Édimbourg, puis à Dundee, en juillet 1651, le comte prend une part prépondérante à l'opposition à la rébellion occidentale ; mais après le départ de Charles II sur le continent, il se retire dans la vie privée. En 1654, l'acte de grâce de Cromwell lui inflige une amende de 1 000 £. Il réside au Canongate ou au Palais de Holyrood jusqu'à sa mort, survenue le 15 janvier 1655, du vivant de son père. Il est enterré à Douglas dans le caveau familial de l'église St. Bride's.

## Mariage et descendance
Par Anne Anne Stuart Ormond a un fils
- James Douglas (2e marquis de Douglas), qui succède à son grand-père comme marquis de Douglas.

Par Jane Wemyss, il a une fille et deux fils.
- Lady Margaret Douglas (1651-1699) qui devient la quatrième épouse d'Alexander, 1er vicomte de Kingston
- Archibald Douglas (1er comte de Forfar), lui succède dans son titre, et en 1661 obtient un nouveau brevet le créant comte de Forfar.

Sa veuve lui survit soixante ans, se remarie en 1659 avec George Gordon (15e comte de Sutherland), auquel elle a également survécu,.